# Communauté rurale de Djiredji
La commune de Djirédji est située au Sud-ouest de l’Arrondissement de Djirédji (département de Sédhiou) entre 15°42’-16°00’ de Longitude Ouest et 12°35’-12°45’ de Latitude Nord. Elle s’étend sur une superficie totale de 390 km² soit 19 % de l’arrondissement de Djirédji. Née du Décret NO2008-1496 de Décembre 2008 modifiant et complétant le Décret NO2008-748 du Juillet 2008 portant créations des communes dans certaines régions telle que Sédhiou, Djirédji est érigé en commune. 
Elle est limitée :
- à l’Est par la commune de Bambali (département de Sédhiou),
- à l’Ouest par le marigot de Francounda qui le sépare de la commune de Bémet Bidjini
(Arrondissement de Djibabouya),
- au Nord par la commune de Sansamba (Arrondissement de Djibabouya),
- et au Sud par le fleuve Casamance.
Elle est dirigée par un Conseil municipal composé de 46 membres élus démocratiquement pour un
mandat de cinq (05) ans dont le siège se trouve au niveau du village de Djirédji (chef-lieu de lacommune).
Site Web : https://www.djiredji.net
https://www.djiredji.net/wp-content/uploads/2021/04/RAPPORT-DIAGNOSTIC-DE-DJIREDJIVF.pdf
DONNÉES DÉMOGRAPHIQUES
Selon la projection 2018 de l’Agence Nationale de la Statistique et de la Démographie (ANSD) sur la base du Recensement Général de la Population, de l’Habitat, de l’Agriculture et de l’Elevage (RGPHAE) de 2013, la population de Djirédji est estimée à 21260 habitants (dont 11111 hommes et 10149 Femmes) composée de Baïnoucks, de Mandingues, de Manjacks, de Diolas, de Balantes et de Peuls répartis entre 34 villages et 8 hameaux.